# Lua Hiapo
Lua Hiapo (auch: Luahiapo, Lua Hiabo, Luahiapu, Luayapo) ist eine unbewohnte Insel in der tonganischen Inselgruppe Vavaʻu.

## Geographie
Lua Hiapo ist ein kleines Inselchen im Süden des Archipels zwischen ʻEueiki, Fonuaʻoneʻone, Lua a Fuleheu und Lua Ui, sowie Lua Ui Vaha.

## Klima
Das Klima ist tropisch heiß, wird jedoch von ständig wehenden Winden gemäßigt. Ebenso wie die anderen Inseln der Vavaʻu-Gruppe wird Lua Hiapo gelegentlich von Zyklonen heimgesucht.